# Perù Libero
Perù Libero, ufficialmente Partito Politico Nazionale del Perù Libero (in spagnolo Partido Político Nacional Perú Libre) è un partito politico peruviano socialista.
Venne fondato nel 2007 come Movimiento Político Regional Perú Libre, il partito è stato ufficialmente costituito come organizzazione nazionale nel febbraio 2012 con il nome di Perú Libertario. È stato registrato come partito politico nel gennaio 2016 e ha adottato il nome attuale nel gennaio 2019.

## Ideologia
Il partito si descrive come "un'organizzazione socialista di sinistra" che abbraccia il marxismo, il leninismo e il mariáteguismo.
Il partito valorizza la democrazia, il decentramento, l'internazionalismo, la sovranità, l'umanesimo e l'antimperialismo.  Dopo il suo successo al primo turno delle elezioni presidenziali del 2021, Pedro Castillo ha affermato di essere contrario al comunismo, ha preso le distanze dall'estrema sinistra del partito e ha affermato che avrebbe guidato il partito al posto di Cerrón. Al secondo turno, Castillo è riuscito a vincere sulla sfidante Fujimori per poco più di 70 000 voti.

## Risultati elettorali

### Elezioni presidenziali
| Anno | Candidato       | Partito           | Voti                 | %                    | Risultato          |
| ---- | --------------- | ----------------- | -------------------- | -------------------- | ------------------ |
| 2016 | Vladimir Cerrón | Perù Libertariano | Candidatura ritirata | Candidatura ritirata | N / A              |
| 2021 | Pedro Castillo  | Perù Libero       | 1º turno: 2 724 752  | 1º turno: 18,92      | 1º turno: 1º posto |
| 2021 | Pedro Castillo  | Perù Libero       | 2º turno: 8 754 816  | 2º turno: 50,19      | 2º turno: Vinto    |

### Elezioni al Congresso della Repubblica
| Anno | Voti      | %    | Seggi    |
| ---- | --------- | ---- | -------- |
| 2020 | 502 898   | 3,4  | 0 / 130  |
| 2021 | 1 724 303 | 13,4 | 37 / 130 |